# Thank You 4 Every Day Every Body
Singles de Ami Suzuki
Don't Need to Say Good Bye
(2000) Reality/Dancin' in Hip-Hop
(2000)
Thank You 4 Every Day Every Body, écrit en majuscules : THANK YOU 4 EVERY DAY EVERY BODY, est le 11e single de Ami Suzuki, sorti en 2000.

## Présentation
Le single sort le 12 avril 2000 au Japon sous le label True Kiss Disc de Sony Music Japan, coécrit et produit par Tetsuya Komuro (TK). Il ne sort que deux mois et demi après le précédent single, Don't Need to Say Good Bye. Il atteint la 1re place du classement de l'Oricon. Il se vend à 145 560 exemplaires la première semaine, et reste classé pendant 6 semaines, pour un total de 234 000 exemplaires vendus durant cette période. C'est le 3e et dernier single N°1 de Ami suzuki à ce jour (2010).
Les deux chansons du single ont été utilisées comme thèmes musicaux pour deux campagnes publicitaires différentes, la première pour Kodak et la seconde pour Kanebo, et figureront sur le troisième album de la chanteuse, Infinity Eighteen Vol.2, qui sort deux semaines après ; c'est d'ailleurs le seul single tiré de cet album. La chanson-titre figurera aussi sur sa compilation FUN for FAN qui sort l'année suivante. Le single contient à la place de la version instrumentale une deuxième version de chacun des deux titres, remixée par Mike Butler et coproduit par Thorsten Laewe

## Liste des titres
Toutes les paroles sont écrites par TK & Takahiro Maeda, plus Ami Suzuki sur les titres N°1 et 3, toute la musique est composée par TK.
| 1. | Thank You 4 Every Day Every Body (THANK YOU 4 EVERY DAY EVERY BODY)                                             | 5:04 |
| 2. | I Really Wanna Tell (I really wanna tell)                                                                       | 4:42 |
| 3. | Thank You 4 Every Day Every Body (Club Collapse Remix) (THANK YOU 4 EVERY DAY EVERY BODY (club collapse remix)) | 7:55 |
| 4. | I Really Wanna Tell (Confession Remix) (I really wanna tell (confession remix))                                 | 7:15 |